# 太行花属
太行花属（Taihangia Yu et Li）為植物界之一植物屬。該植物於植物分類表上，歸於被子植物門（Angiospermae）薔薇亞綱（Rosidae）薔薇亞科（Rosoideae），同科者尚有棣棠花屬（Kerria DC．）、懸鉤子屬（Rubus L.）等等。
该属只有一种植物太行花(Taihangia rupestris)。
太行花属的分类地位存在争议，2023年的研究将它归入路边青属（Geum），但2023年对路边青属重新界定，认为应保留太行花属的属级分类地位。
1. ↑  Smedmark, Jenny E.E. . Botanische Jahrbücher für Systematik, Pflanzengeschichte und Pflanzengeographie. 2006-10-09, 126 (4): 409–417. doi:10.1127/0006-8152/2006/0126-0409.
2. ↑  Protopopova, Marina; Pavlichenko, Vasiliy; Chepinoga, Victor; Gnutikov, Alexander; Adelshin, Renat. . Diversity. 2023-03-24, 15 (4): 479. doi:10.3390/d15040479.